# Mușchi drept superior al ochiului
Mușchiul drept superior (latină: musculus rectus superior bulbi) este unul din cei șase mușchi extraoculari care controlează mișcările ochiului.

## Structură
Mușchiul drept superior este puțin mai voluminos decât ceilalți mușchi drepți ai ochiului. Ia naștere din partea superioară a inelului tendinos comun, superior și lateral de canalul optic. Unele fibre iau naștere din teaca durală a nervului optic. Mușchiul trece înainte pe sub mușchiul ridicător al pleoapei superioare; tecile care înconjoară acești doi mușchi sunt conectate una cu cealaltă, permițând coordonarea mișcării ochiului cu poziția pleoapei. O bandă suplimentară a acestui țesut se atașează fornixului conjunctival superior. Mușchiul drept superior merge paralel cu plafonul orbitei până când trece printr-o trohlee posterior de ecuatorul globului ocular; din acest punct urmează curba globului până la inserția sa.
Inserția mușchiului drept superior este la aproximativ 7,7 mm de limbul cornean și este ușor curbată, cu partea convexă înainte. Linia inserției este oblică, cu partea nazală mai aproape de limb decât partea temporală. Lungimea tendonului de inserție este de aproximativ 5,8 mm. O linie imaginară trasă de la origine la inserție de-a lungul mușchiului va forma un unghi de aproximativ 23° cu axa sagitală.

## Inervație
Mușchiul drept superior este inervat de compartimentul superior al nervului oculomotor, care pătrunde în mușchi pe fața sa inferioară.

## Vascularizație
Muschiul drept superior primește sânge direct de la artera oftalmică și indirect de la ramura sa supraorbitală.

## Funcție
Mușchiul drept superior mișcă ochiul în așa fel încât corneea este orientată în sus (ridicare) și medial (adducție). Pentru a obține mișcarea în sus, mușchiul trebuie să funcționeze în sinergie cu oblicul inferior. Dreptul superior cauzează, de asemenea, intorsiunea ochiului (adică, rotația medială).